# Poste de travail sémantique
En informatique, le poste de travail sémantique est un ensemble de concepts implantés dans l'interface personne-machine de l'ordinateur et dans la façon de gérer les données dans le but de partager plus facilement les données entre les applications et les tâches pour traiter des données qui ne pouvaient pas être traitées facilement par un ordinateur.
Le poste de travail sémantique vise aussi à partager automatiquement de l'information entre plusieurs personnes. Le concept est donc relié au concept de Web sémantique, mais il en est différent, car il s'intéresse principalement à l'usage par une personne de l'information qui se trouve sur son ordinateur.

## Description
Le poste de travail sémantique est le premier changement profond à survenir dans l'informatique personnelle depuis que le grand public a eu accès (dans les années 1980, avec le Macintosh) à des ordinateurs avec interface graphique. Ce nouveau paradigme introduit une façon évoluée de créer, automatiser et structurer des données.
Le poste de travail sémantique apporte trois changements principaux :
- la disponibilité d'informations contextuelles sur le bureau de l'utilisateur ;
- le passage d'un stockage hiérarchique de l'information à un stockage sémantique ;
- et l'avènement de procédures avancées pour assister les utilisateurs.

Le poste de travail sémantique est la mise en œuvre de technologies qui rendent les ordinateurs capables de recueillir des informations à la manière du cerveau humain.
Une des caractéristiques du cerveau est en effet de pouvoir bâtir des associations, enrichies au fur et à mesure de l'expérience, qui permettent au sujet de répondre à tout instant à de nouvelles interrogations ou questionnements, en générant « dynamiquement » les éléments d'informations nécessaires.
Sur le même modèle, un poste de travail sémantique permet au système d'exploitation et aux différentes applications qui y sont hébergées, de stocker et d'enrichir dynamiquement des informations. Il devient possible de demander par exemple à une application de retouche de photo d'ouvrir toutes les images qui ont été éditées par tel utilisateur.
Le poste de travail sémantique promet beaucoup pour le travail collaboratif. La disponibilité de technologies client-riche et poste à poste permettent en effet aux utilisateurs de postes de travail sémantiques de partager des connaissances, et ce, en étant situé ou non sur le même réseau local.

## Historique
Les outils de recherche sur l'ordinateur personnel (aussi appelé poste de travail), tels que Beagle (dans le monde du logiciel libre), Google Desktop (sous Windows XP ou Windows 2000) ou Spotlight (sous Mac OS X Tiger), apparus dans la deuxième moitié des années 2000, constituent les premiers embryons de poste de travail sémantique.
KDE4, sorti en janvier 2008, est le premier environnement de bureau à apporter les bases du poste de travail sémantique[réf. nécessaire].